# مرض السكري وممارسة التمارين
توضح هذه المقالة تأثير التمرين على الأشخاص الذين يعانون من مرض السكري.

## داء السكري
داء السكري، المعروف أيضًا باسم داء السكري من النوع الثاني، هو مرض يصيب أكثر من ثلاثة ملايين شخص في الولايات المتحدة سنويًا. يؤثر هذا المرض على مستويات الجلوكوز في الجسم عن طريق التسبب في ارتفاع أعلى من المعدل الطبيعي. في مرضى السكري من النوع الثاني، يصاب الجسم بمقاومة للأنسولين والتي تؤدي إلى زيادة مستويات السكر في الدم.

## مرض السكري وممارسة التمارين
بقياسنا لخطر واحد لمرضى السكري وهو أمراض القلب والأوعية الدموية، بما في ذلك الدهون ومستويات السكر في الدم. تم ربط التمرينات الهوائية الضعيفة أيضًا بأمراض القلب والأوعية الدموية، وذلك من خلال تحسين مستوى النشاط الهوائي، وبالتالي تقليل مستويات الأنسولين في البلازما، فبذلك ينخفض خطر الإصابة بأمراض القلب والأوعية الدموية بشكل كبير.
الخطر الرئيسي لمرضى السكري هو السيطرة على مستويات الجلوكوز. كان هناك الكثير من الأبحاث التي أجريت على الآثار الإيجابية للنشاط البدني على خفض مستويات الجلوكوز. يمكن أن تشمل التمارين البدنية المشي أو السباحة وليس من الضروري أن تكون تمارين كثيفة على القلب. إذا كان المرضى قادرين على ممارسة التمارين لمدة 30 دقيقة معظم أيام الأسبوع، فيمكنهم تقليل فرص الإصابة بمرض السكري من النوع الثاني بشكل ملحوظ. لقد ثبت أن تمرين المقاومة يحسن مستويات الأنسولين والجلوكوز بشكل كبير عن طريق المساعدة في إدارة مستويات ضغط الدم ومخاطر القلب والأوعية الدموية وتحمل الجلوكوز والدهون.